# マホガニー物語
『マホガニー物語』（原題: Mahogany）は、1975年に制作されたアメリカ合衆国の映画。ダイアナ・ロス主演による異色ロマンスで、シカゴとローマを舞台に無名デザイナーからカリスマモデルへと転身した一人の女性の生き方を描いたサクセスストーリーである。

## あらすじ
一流デザイナーを夢みてファッション業界に乗り込んだトレーシーは、若き政治家志望のブライアンと恋におち将来を誓い合う。しかし、互いに野心のある二人はやがてすれ違うことが多くなり諍いを繰り返す。そんなとき、広告ファッション誌の鬼才として名を馳せるカメラマンのショーン・マカボイにモデルとしての才能を発掘される。ショーンにすすめられるままローマに拠点を移したトレーシーは、ファッション界の大物タルロッタにスカウトされ、マホガニーという源氏名を与えられ、たちまち売れっ子となりスター街道を歩みだす。だが、デザイナーになるという当初の夢をあきらめていないトレーシーと、彼女を独占したいあまり次第に偏執的になってゆくショーンの関係は悪化。そこへ、大富豪として有名なクリスチャンという男がトレーシーを支援すると接近し、トレーシーは難なく華やかな世界の頂点へ躍り出る。だが、ショーンは次第に自分から離れ遠い存在となってゆくトレーシーとの関係に悩み遂に暴発。彼女を車に乗せて二人で無理心中を図るのである。結果、ショーンは死亡したがトレーシーは奇跡的に一命を取り留める。その後、クリスチャンの後援でヨーロッパ社交界、芸能界で成功を収める彼女であったが、次第にふと孤独感に襲われてしまう。成功と引き換えにかつて別れたブライアンへの忘れられない想いもまた拍車をかけるのであった。

## スタッフ
- 監督：ベリー・ゴーディ
- 脚本：ジョン・バイラム
- 撮影：デヴィッド・ワトキン
- 音楽：マイケル・マッサー

## キャスト
- トレーシー：ダイアナ・ロス
- ブライアン：ビリー・ディー・ウィリアムズ
- ショーン・マカボイ：アンソニー・パーキンス
- クリスチャン：ジャン＝ピエール・オーモン
- タルロッタ：マリサ・メル

## 備考
当時、音楽界のスーパースターであり絶頂を極めていたダイアナ・ロス以下、ビリー・ディー・ウィリアムズ、ジャン＝ピエール・オーモンら豪華なキャスティングで話題を呼んだこの作品は、1970年代のファッションシーンをセンセーショナルに描き日本でも公開され異色カルト作品として評価するファンも多い。ダイアナ自身が衣装デザインを担当して話題となったほか、彼女が歌う主題歌「マホガニーのテーマ」（Theme from Mahogany (Do You Know Where You're Going To)）もヒットした。また、『オリエント急行殺人事件』のアンソニー・パーキンスが曰くありげなカメラマン役を演じている。